# Finales de la NBA de 1992
Las Finales de la NBA de 1992 fueron las series definitivas de los playoffs de 1992 y suponían la conclusión de la temporada 1991-92 de la NBA, con victoria de Chicago Bulls, campeón de la Conferencia Este, sobre Portland Trail Blazers, campeón de la Conferencia Oeste.
Los dos equipos parecían encaminarse uno frente al otro durante la mayor parte de la temporada y se hicieron comparaciones entre Clyde Drexler y Michael Jordan durante toda la campaña. Un mes antes, la revista Sports Illustrated calificó a Drexler como el principal rival de Jordan en una portada en la que ambos jugadores aparecían juntos antes de playoffs. Los medios de comunicación, con la esperanza de recrear una rivalidad similar a la de Magic Johnson y Larry Bird, compararon a Jordan y a Drexler antes de las Finales.
Los Bulls ganaron la serie en seis partidos y Michael Jordan fue nombrado MVP de las Finales por segundo año consecutivo.

## Resumen
| Equipo           | Partido 1 | Partido 2 prórroga | Partido 3 | Partido 4 | Partido 5 | Partido 6 | Total |
| ---------------- | --------- | ------------------ | --------- | --------- | --------- | --------- | ----- |
| Chicago (Este)   | 122       | 104                | 94        | 88        | 119       | 97        | 4     |
| Portland (Oeste) | 89        | 115                | 84        | 93        | 106       | 93        | 2     |

## Camino a las Finales

### Chicago Bulls
Michael Jordan y los Chicago Bulls continuaron su dominio durante la temporada 1991-92, finalizando con un récord de 67-15. Jordan ganó su segundo premio consecutivo de MVP de la temporada y el sexto de máximo anotador de la liga con promedios de 30.1 puntos, 6.4 rebotes y 6.1 asistencias por partido. Tras una serie de siete encuentros ante New York Knicks en segunda ronda, los Bulls se coronaron campeones del Este al derrotar a Cleveland Cavaliers en las Finales de Conferencia.

### Portland Trail Blazers
Los Blazers repitieron como campeones de la División Pacífico con un balance de 57-25. Su camino hacia las Finales no fue muy duro, derrotando sin demasiados problemas a Lakers (3-1), Phoenix Suns (4-1) y Utah Jazz (4-2).

## Resumen de los partidos

### Partido 1
| 3 de junio                           | Portland Trail Blazers                                                                                    | 89–122                   | Chicago Bulls                                                                                         |                                              |  |  |
|                                      | |                          | |                                              |  |  |
|                                      | Estadísticas Drexler 16; Robinson 16; Porter 13 Kersey 7; Porter 6 Drexler 7; Kersey 3 Pérdidas: Kersey 5 | Recap Pts Reb Asts Otros | Estadísticas Jordan 39; Pippen 24 Pippen 9; Williams 9; Grant 7 Jordan 11; Pippen 10 Tapones: Grant 3 | Pabellón: Chicago Stadium, Chicago, Illinois |  |  |
| Chicago Bulls lideraba la serie, 1-0 | |                          | |                                              |  |  |
|                                      | |                          | |                                              |  |  |

### Partido 2
| 5 de junio                                    | Portland Trail Blazers | 115–104                  | Chicago Bulls                                                                                           |                                              |  |  |
|                                               | |                          | |                                              |  |  |
|                                               | Estadísticas Drexler 26; Porter 24 B. Williams 14; Kersey 8; Duckworth 8 Drexler 8; Duckworth 4; Ainge 4; Kersey 4 Pérdidas: Porter 3; B. Williams 3 | Recap Pts Reb Asts Otros | Estadísticas Jordan 39; Pippen 16; Paxson 16 Grant 12; Williams 9 Jordan 10; Pippen 10 Tapones: Grant 5 | Pabellón: Chicago Stadium, Chicago, Illinois |  |  |
| Portland Trail Blazers igualaba la serie, 1-1 | |                          | |                                              |  |  |
|                                               | |                          | |                                              |  |  |

### Partido 3
| 7 de junio                           | Chicago Bulls                                                                                                 | 94–84                    | Portland Trail Blazers                                                                                              |                                               |  |  |
|                                      | |                          | |                                               |  |  |
|                                      | Estadísticas Jordan 26; Pippen 18; Grant 18 Grant 8; Pippen 8 Pippen 7; Grant 6 Tapones: Pippen 2; Williams 2 | Recap Pts Reb Asts Otros | Estadísticas Drexler 32; Ainge 12 Kersey 12; Drexler 9; B. Williams 9 Terry Porter 4; Drexler 4 Pérdidas: Drexler 5 | Pabellón: Memorial Coliseum, Portland, Oregón |  |  |
| Chicago Bulls lideraba la serie, 2-1 | |                          | |                                               |  |  |
|                                      | |                          | |                                               |  |  |

### Partido 4
| 10 de junio                                   | Chicago Bulls                                                                              | 88–93                    | Portland Trail Blazers                                                                            |                                               |  |  |
|                                               |                                                                                            |                          |                                                                                                   |                                               |  |  |
|                                               | Estadísticas Jordan 32; Pippen 17 Grant 10; Pippen 9 Pippen 6; Jordan 6 Pérdidas: Jordan 5 | Recap Pts Reb Asts Otros | Estadísticas Drexler 21; Kersey 21 Duckworth 11; Drexler 8 Drexler 9; Kersey 5 Tapones: Drexler 3 | Pabellón: Memorial Coliseum, Portland, Oregón |  |  |
| Portland Trail Blazers igualaba la serie, 2-2 |                                                                                            |                          |                                                                                                   |                                               |  |  |
|                                               |                                                                                            |                          |                                                                                                   |                                               |  |  |

### Partido 5
| 12 de junio                          | Chicago Bulls                                                                                      | 119–106                  | Portland Trail Blazers                                                                           |                                               |  |  |
|                                      | |                          |                                                                                                  |                                               |  |  |
|                                      | Estadísticas Jordan 46; Pippen 24 Pippen 11; Grant 5; Jordan 5 Pippen 9; Jordan 4 Tapones: Grant 4 | Recap Pts Reb Asts Otros | Estadísticas Drexler 30; Porter 17 Kersey 12; Drexler 10 Porter 8; Robinson 4 Pérdidas: Kersey 6 | Pabellón: Memorial Coliseum, Portland, Oregón |  |  |
| Chicago Bulls lideraba la serie, 3-2 | |                          |                                                                                                  |                                               |  |  |
|                                      | |                          |                                                                                                  |                                               |  |  |

### Partido 6
| 14 de junio                      | Portland Trail Blazers                                                                                                 | 93–97                    | Chicago Bulls |                                              |  |  |
|                                  | |                          | |                                              |  |  |
|                                  | Estadísticas Drexler 24; Kersey 24; Porter 22 Kersey 9; Drexler 8; B. Williams 8 Porter 7; Kersey 4 Pérdidas: Kersey 6 | Recap Pts Reb Asts Otros | Estadísticas Jordan 33; Pippen 26 Williams 8; Pippen 5; Grant 5 Grant 5; Jordan 4; Pippen 4; Armstrong 4 Pérdidas: Pippen 5 | Pabellón: Chicago Stadium, Chicago, Illinois |  |  |
| Chicago Bulls ganó la serie, 4-2 | |                          | |                                              |  |  |
|                                  | |                          | |                                              |  |  |